# Austin Jones
Pas d'image ? Cliquez ici
Austin Jones, né le 19 janvier 1996 à Litchfield Park, Arizona, est un pilote automobile américain de rallye-raid.

## Biographie
Austin est né à Litchfield Park en Arizona et a grandi dans le désert de Sonora. Il excelle dans les sports de bâton et de balle, gagnant une bourse de crosse à l'Université d'État de San Diego.

## Palmarès

### Résultats au Rallye Dakar
| Année | Catégorie                    | Marque | Position | Victoires d'étapes | Copilote         |
| ----- | ---------------------------- | ------ | -------- | ------------------ | ---------------- |
| 2020  | SSV                          | Can-Am | 8e       | -                  | Kellon Walch     |
| 2021  | SSV                          | Can-Am | 2e       | 2                  | Gustavo Gugelmin |
| 2022  | SSV                          | Can-Am | 1re      | -                  | Gustavo Gugelmin |
| 2023  | Prototype léger (Challenger) | Can-Am | 1re      | 1                  | Gustavo Gugelmin |
| 2024  | Challenger                   | Can-Am | 5e       | -                  | Gustavo Gugelmin |

### Résultats autres courses
- 2023 : 9e du classement championnat du monde Rally (Autos)